# Franz Firbas
Franz Firbas, född 4 juni 1902 i Prag, död 19 februari 1964 i Göttingen, var en tysk botaniker.
Franz Firbas blev filosofie doktor vid universitetet i Prag 1924, docent vid universitetet i Frankfurt am Main 1931, professor vid lantbrukshögskolan i Hohenheim 1940 och vid universitetet i Göttingen 1946. I sina arbeten behandlade Firbas Mellaneuropas senkvartära vegetationshistoria, pollenanalysen, växternas vattenhushållning och i samband därmed deras anatomiska byggnad. Han studerade även fröväxternas system och pollenkornens och vingfrukternas fallhastigheter. Firbas prövade och klarlade ingående pollenanalysens betydelse för utforskandet av forntida sädeskulturer. Bland hans skrifter märks Untersuchungen über den Wasserhaushalt der Hochmoorpflanzen (i Jahrbücher für wissenschaftliche Botanik, 74, 1931), Über die Bestimmung der Walddichte under der Vegetation waldloser Gebiete mit Hilfe der Pollenanalyse (i Planta, 22, 1934), Die Vegetationsentwicklung des mitteleuropäischen Spätglazials (i Bibliotheca botanica, 112, 1935), Der pollenanalytische Nachweis der Getreidebaus (i Zeitschrift für Botanik, 31, 1937) samt Spermatophyta och Pflanzengeographie (i den av Eduard Strasburger med flera grundade Lehrbuch der Botanik für Hochschulen, 20-24:e upplagorna, 1939–1947).